# 鬼頭梓
鬼頭 梓（きとう あずさ、1926年1月15日 - 2008年8月20日）は、日本の建築家。

## 経歴
1926年（大正15年）、東京府北多摩郡武蔵野村吉祥寺に生まれる。東京府立一中を経て旧制第一高等学校に進み、同校在学中に戦争による生活の全面的な破壊を目の当たりにし、「ごく当たり前の生活の根拠地を作る」ことへの関心から建築を志す。1950年（昭和25年）、東京大学第一工学部建築学科卒業後、前川國男建築設計事務所に入所。同事務所では神奈川県立図書館・神奈川県立音楽堂、国立国会図書館、世田谷区民会館・世田谷区役所、国際文化会館等を担当。「人間の生活の展開」としてのプラン=平面計画を非常に重要視する前川の姿勢から多くを学ぶ。また国際文化会館図書室長である福田なをみから、「フラット・フロア、ノー・ステップ」と繰り返し言われたことにも影響を受けた。
1964年（昭和39年）に退所し、鬼頭梓建築設計事務所を設立。独立後最初の本格的な仕事となる東京経済大学図書館（1968年、構造家の木村俊彦との協働）は建築界からだけでなく図書館界からも高く評価される。これを契機に公共図書館および大学図書館の設計の特命依頼が相次ぐことになり、特に本格的な施設の建設よりも移動図書館や分館による地道な活動を先行させ注目を集めていた日野市立図書館の館長・前川恒雄との出会いから生まれた日野市立中央図書館（1973年）は、日本の公共図書館の歴史を決定的に方向付けるほどの影響を多方面に及ぼす。この重要作以降も鬼頭は図書館を民主主義に不可欠な知識・情報へのアクセスを具体的に保障するために構築されるべき「すべての人々へのサーヴィスのシステム、変化への期待にみちた活動的な場」と考える立場から、「身近で平明で開放的な空間」の実現を一貫して追求する。「図書館建築のパイオニア」とも呼ばれるようになり、函館市中央図書館（2005年）まで、30を超える図書館の設計を手がける。
他方で、前川を引き継ぐ形で建築家の職業倫理について機会あるごとに発言。設計とは建築独自の秩序とそれとは本来無関係な生活の間に有機的な関係を作り出す過程であると説くとともに「デザインの自由は、常にクライアントと社会のために行使されるという限界を超えることは許されない」と強調し、現代建築における（技術的可能性の拡大によって助長されている）造形的関心を優先させる傾向や人間性の後退に繰り返し強い懸念を表明する。建築家職能運動においてつねに指導的な役割を担い、JAA（旧・日本建築家協会）時代より日本建築家協会の要職を歴任。1992年（平成4年）から1996年（平成8年）までは同協会会長。
鬼頭梓建築設計事務所は1969年（昭和44年）に有限会社に改組していたが、2007年（平成19年）に有限会社を解散、個人事務所として登録。
2008年（平成20年）8月20日午前5時17分、前立腺がんのため東京都武蔵野市の病院で死去。82歳没。葬儀は自ら設計したキリスト品川教会で行なわれた。

## 展覧会
鬼頭梓の建築に焦点を当てた初の展覧会が、2023年（令和5年）3月22日から6月10日まで、京都市の京都工芸繊維大学美術工芸資料館で開催された。企画・監修者の一人は前川國男建築設計事務所に所属していた松隈洋神奈川大学教授である。

## 主要作品

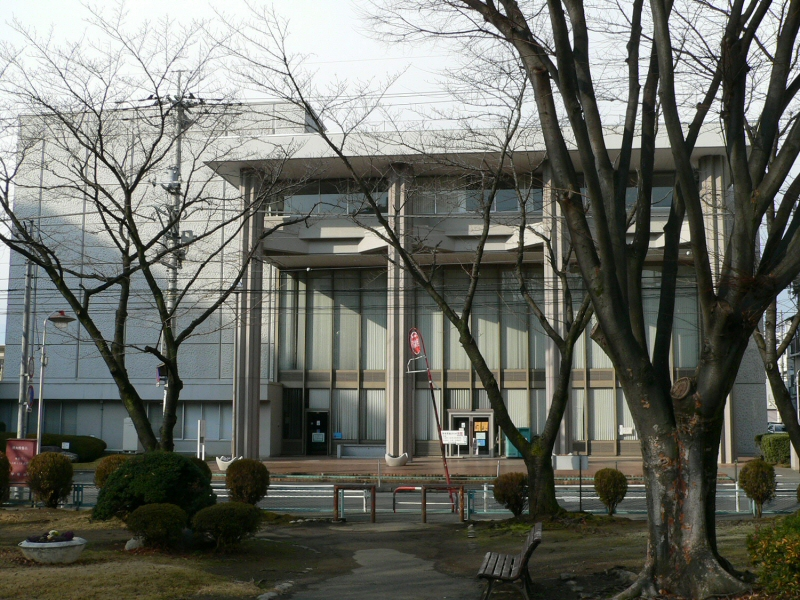
山梨県立図書館（1970年）

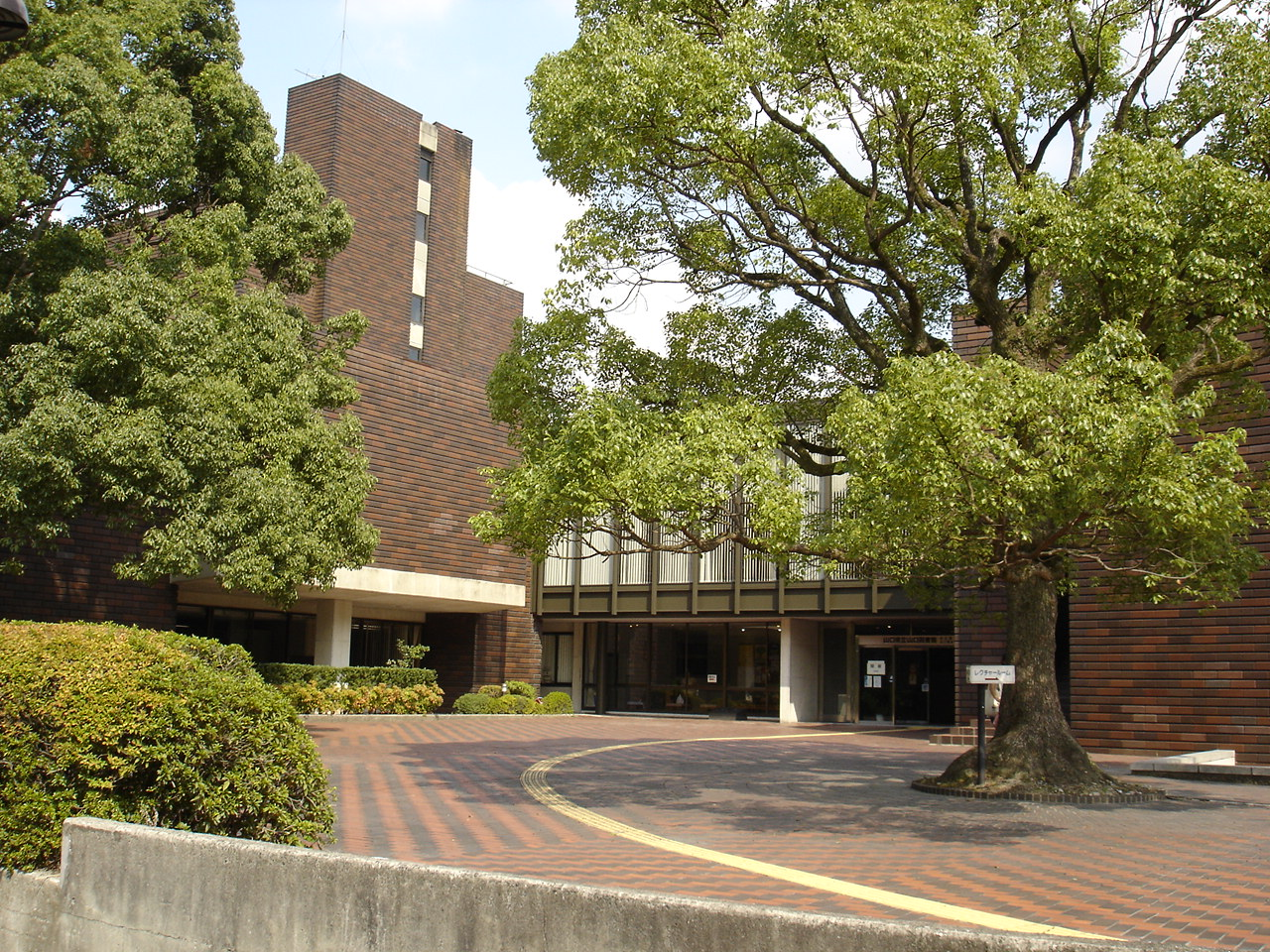
山口県立山口図書館（1973年）

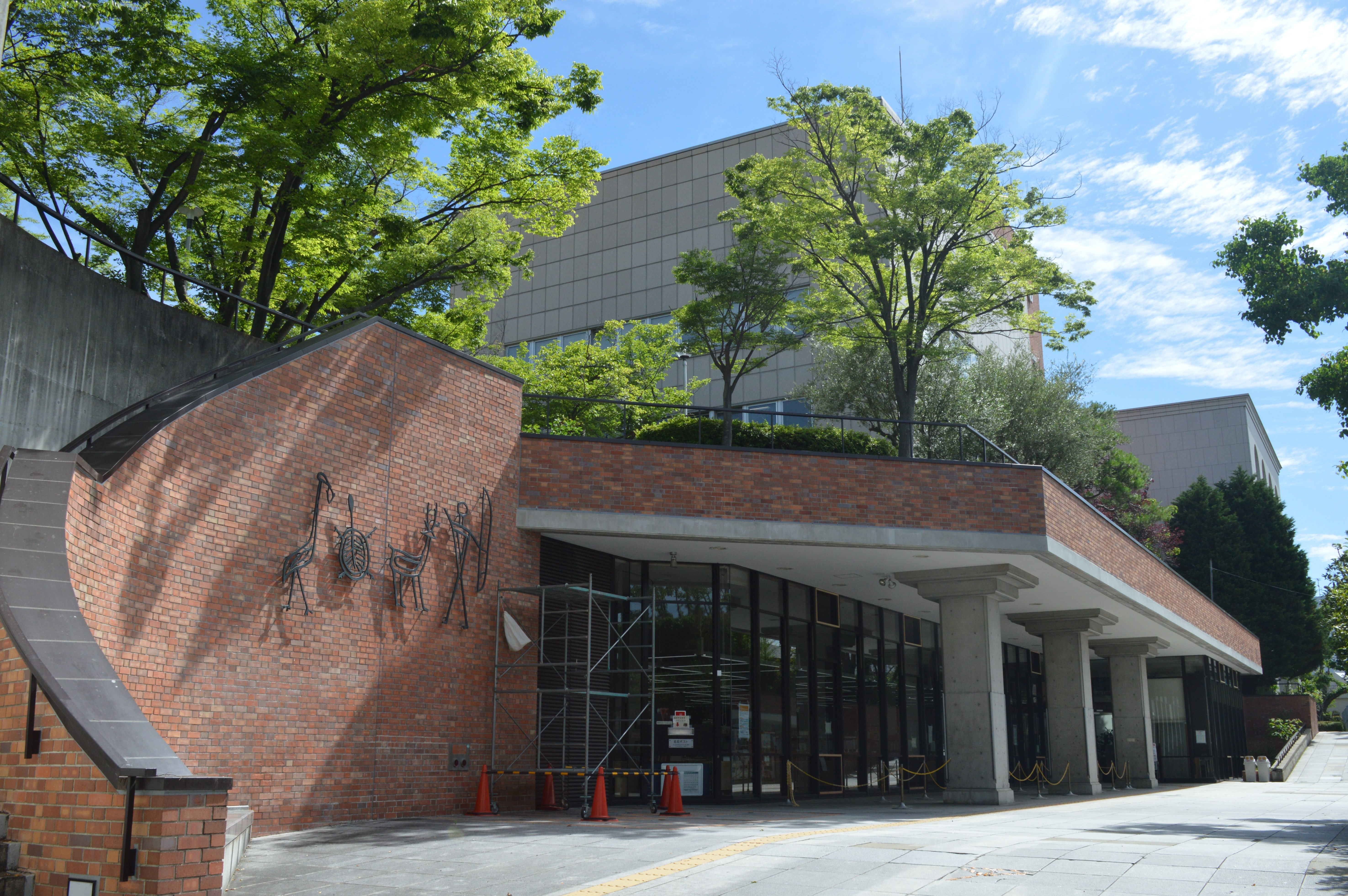
神戸市立中央図書館（1981年）

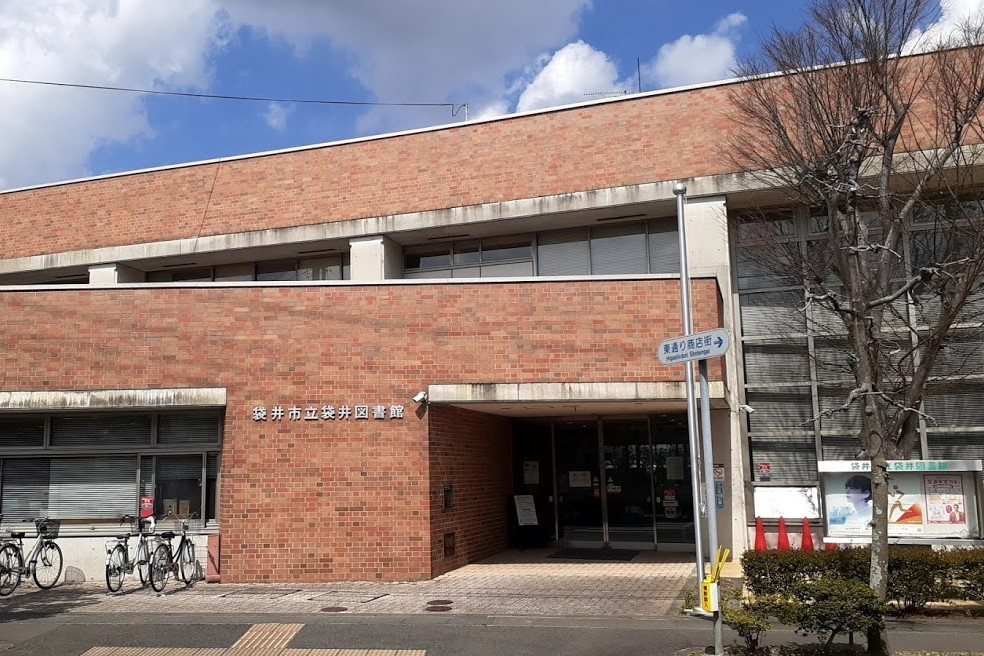
袋井市立図書館（1988年）

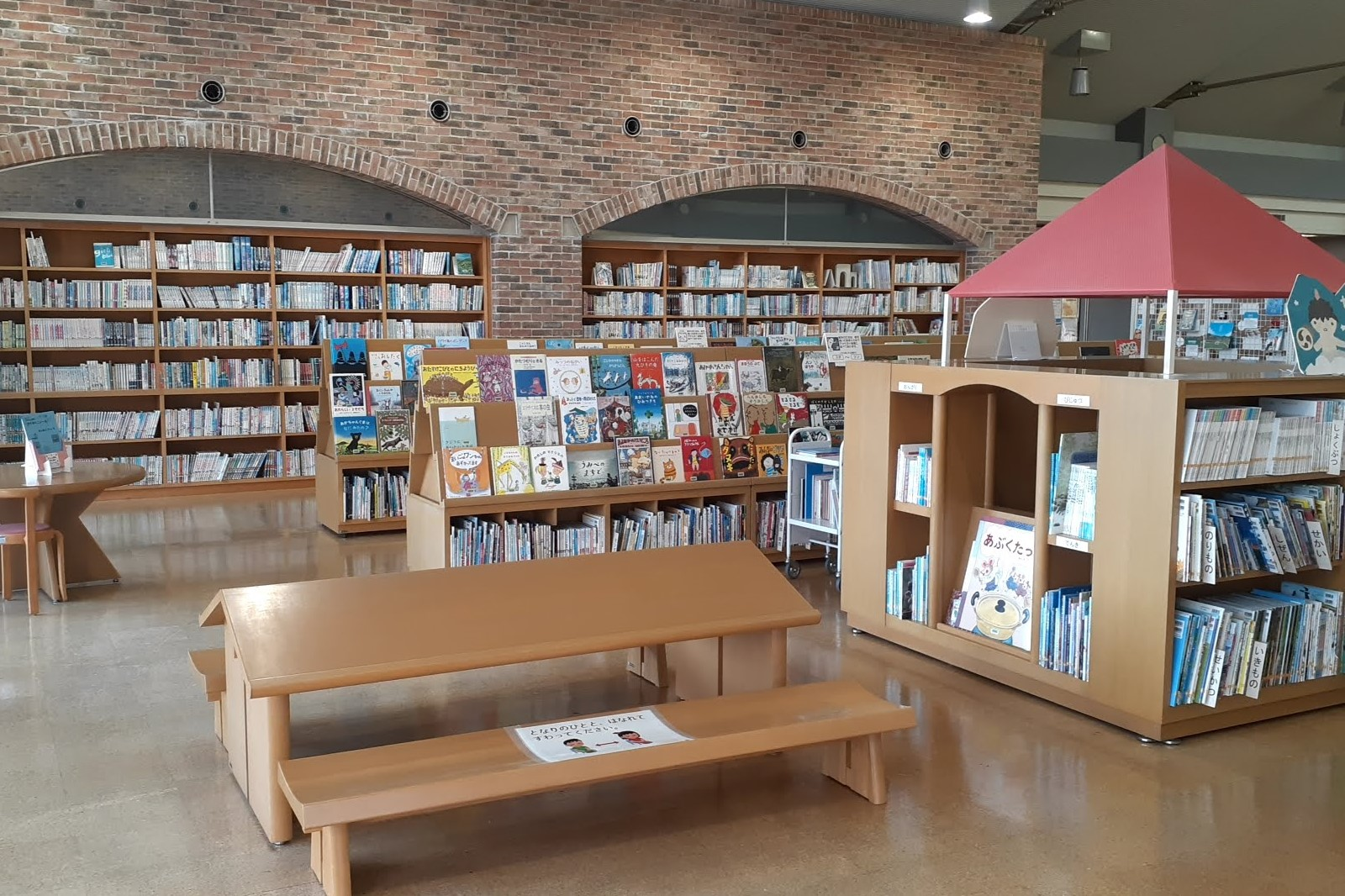
日野町立図書館（1996年）

- 1968年（昭和43年） - 東京経済大学図書館（構造設計：木村俊彦、第20回日本建築学会賞作品賞、東京都国分寺市）[10] - DOCOMOMO JAPAN選定 日本におけるモダン・ムーブメントの建築選定。新図書館建設に伴い他目的施設として保存の予定。
- 1970年（昭和45年） - 山梨県立図書館（甲府市） - 2012年（平成24年）の新図書館建設に伴って解体された。
- 1972年（昭和47年） - 東北大学附属図書館（宮城県仙台市）[10] - 国立大学における初の民間設計委託。2002年度に日本建築家協会25年賞を受賞。
- 1973年（昭和48年） - 日野市立中央図書館（構造設計：木村俊彦、東京都）[7][10]
- 1973年（昭和48年） - 山口県立山口図書館（構造設計：木村俊彦、山口県山口市）[10][13]
- 1974年（昭和49年） - 横浜国立大学図書館（神奈川県横浜市）
- 1977年（昭和52年） - 同志社女子大学図書館（京都府京都市）[10]
- 1978年（昭和53年） - 甲南大学図書館（構造設計：木村俊彦、兵庫県神戸市）
- 1979年（昭和54年） - 山口県立美術館（山口県山口市） - 第7回日本建築家協会25年賞（2007年度）受賞
- 1980年（昭和55年） - 法政大学80年館（東京都千代田区）
- 1981年（昭和56年） - 神戸市立中央図書館（構造設計：木村俊彦、兵庫県）[10]
- 1981年（昭和56年） - 徳山市立中央図書館（構造設計：木村俊彦、現・周南市立中央図書館、山口県）
- 1981年（昭和56年） - 立教高等学校（現：立教新座中学校・高等学校）図書館棟（構造設計：木村俊彦、埼玉県新座市）
- 1984年（昭和59年） - 関西大学総合図書館（構造設計：木村俊彦、大阪府吹田市）
- 1986年（昭和61年） - 東京神学大学図書館（東京都三鷹市）
- 1987年（昭和62年） - 長岡市立中央図書館（構造設計：木村俊彦、新潟県）
- 1987年（昭和62年） - 武蔵野市立吉祥寺図書館（東京都）[10][14]
- 1988年（昭和63年） - 袋井市立袋井図書館（静岡県）
- 1989年（平成元年） - キリスト品川教会グローリアチャペル（構造設計：木村俊彦、東京都品川区）
- 1989年（平成元年） - 関西医科大学教養部図書館（大阪府枚方市）
- 1989年（平成元年） - 東北大学付属図書館増築（宮城県仙台市）
- 1991年（平成3年） - 具志川市立図書館（現・うるま市立中央図書館、沖縄県）
- 1991年（平成3年） - 茨木市立中央図書館（大阪府）
- 1992年（平成4年） - 大阪教育大学附属図書館（大阪府柏原市）
- 1993年（平成5年） - 湖東町立図書館（滋賀県）
- 1994年（平成6年） - 熊取町立熊取図書館（大阪府）
- 1995年（平成7年） - 東京都吉祥寺老人ホーム（東京都武蔵野市）
- 1995年（平成7年） - 武蔵野市立中央図書館（東京都）
- 1996年（平成8年） - 日野町立図書館一期工事（滋賀県）
- 1996年（平成8年） - 信楽町立図書館（滋賀県）
- 1997年（平成9年） - デイスター大学（英語版）アガペー図書館（ナイロビ郊外、ケニア）- 同校は宣教師育成のために創立されたキリスト教系私立大学[15]。寄付を募った妻の鬼頭當子に対し図書館サポートフォーラム賞が贈られた[16]。
- 1998年（平成10年） - 洲本市立洲本図書館（兵庫県）[10][17] - 2007年度日本建築家協会建築環境賞を受賞。
- 1998年（平成10年） - 聖学院大学8号館（埼玉県上尾市）
- 1999年（平成11年） - 東洋英和女学院大学図書館（神奈川県横浜市）
- 2000年（平成12年） - 聖学院大学本館増築（埼玉県上尾市）
- 2001年（平成13年） - 武蔵野市立吉祥寺美術館（東京都）
- 2002年（平成14年） - 関東学院大学図書館文学部分館（神奈川県横浜市）
- 2003年（平成15年） - 日野町立図書館二期工事（滋賀県）
- 2005年（平成17年） - 函館市中央図書館（北海道）[10]

## 著作
- 鬼頭梓建築設計事務所 企画・編集『図書館建築作品集』鬼頭梓建築設計事務所, 1984.12 NDL
- 鬼頭梓 [著] ; 図書館計画施設研究所編『私の図書館建築作法 : 鬼頭梓図書館建築論選集・付最近作4題』（LPDシリーズ, 3）図書館計画施設研究所 , 図書館流通センター（発売）, 1989.9 CiNii
- キリスト品川教会, 鬼頭梓建築設計事務所企画『Gloria Chapel 建設の記録』キリスト品川教会, 1994.9 CiNii
- 鬼頭梓, 鬼頭梓の本を作る会編著『建築家の自由：鬼頭梓と図書館建築』建築ジャーナル, 2008.6 NDL[18]

### 共著
- 建築学大系編集委員会 編『建築学大系 第39 鉄筋コンクリート造設計例 新訂版』彰国社, 1970 NDL
- 現代の建築と都市編集委員会 編『現代の建築と都市 : 現代建築の成果を追う総合事典』自由国民社, 1972 NDL
- 沖塩荘一郎 [ほか]編『建築の事典』朝倉書店, 1990.6 NDL
- 宮内嘉久 編『前川國男作品集 : 建築の方法』美術出版社, 1990.8 NDL
- 『図書館・文書館の防災対策』 (雄松堂ライブラリー・リサーチ・シリーズ ; 2) 雄松堂出版, 1996.11 NDL
- 前川恒雄先生古稀記念論集刊行会 編『いま、市民の図書館は何をすべきか : 前川恒雄さんの古稀を祝して』出版ニュース社, 2001.4 NDL
- 前川國男建築設計事務所OB会有志 著『前川國男・弟子たちは語る』 (建築ライブラリー ; 17) 建築資料研究社, 2006.3 NDL
- 松隈洋 編『前川國男現代との対話』六耀社, 2006.10 NDL

### 論考
鬼頭梓の論考は、『図書館建築作品集』（1984）、『私の図書館建築作法』（1989）、『建築家の自由』（2008）等にまとめられている。このうち『建築家の自由』に再録されている論考は次のとおり。
- 私のバッハ（『風声 : 京洛だより』5号）1978年10月1日[19]
- わたくしの疑問：東京カテドラルの印象（『国際建築』32巻8号）1965年8月, p55[20]
- 新しい図書館の建築（『現代詩手帖』24巻11号）1981年11月, p76-79[21]
- 土地と人と建築と：日野市中央図書館の建設が建築家に問いかけた建築の意味（『新建築』48巻8号）1973年8月, p247-249[22]
- 職業者としての建築家（『建築雑誌』110巻1374号）1995年7月, p36-41[23]
- 建築家の自由（『いこいのみぎわ』第4集）小坂聖書研究集会 1988年12月25日[24]

## 受賞
『建築家の自由』巻末「鬼頭梓・年譜」記載の受賞は次のとおり。
- 日本建築学会作品賞：1968年第19回（東京経済大学図書館および研究室）[25]
- 日本建築学会建築選奨：2001年（洲本市立洲本図書館）[25]
- BCS建築賞：1975年第16回（山口県立山口図書館）[26]；1980年第20回（山口県立美術館）[27]；1996年第37回（東京都吉祥寺老人ホーム）[28]
- 神戸市建築文化賞：1981年（甲南大学図書館）
- 日本図書館協会建築賞：1988年（関西大学総合図書館）；1989年（長岡市立総合図書館、武蔵野市立吉祥寺図書館）；1993年（具志川市立図書館）；1994年（湖東町立図書館）；2007年（函館市中央図書館）[29]
- 農林水産大臣賞：1995年（湖東町立図書館）
- 麗しの滋賀建築賞：1996年（湖東町立図書館）
- 大阪都市景観建築賞大阪府知事賞：1996年（熊取町立図書館）[30]
- 人間サイズのまちづくり賞：2000年第1回（洲本市立洲本図書館）[31]
- 公共建築優秀賞：2001年（吉祥寺ホーム）[32]
- BELCA賞：2001年第10回（洲本市立洲本図書館）[33]

## 家族
国際基督教大学図書館の元館長・鬼頭當子（まさこ）は妻。當子は1951年に慶應義塾大学文学部に設置されたジャパン・ライブラリー・スクール（図書館学科、現在の図書館・情報学専攻）の第1期生で、種々の図書館へ就職した同期生には東京経済大学図書館の多田二郎などがいた。吉祥寺の鬼頭の自宅にはこの第1期生たちがしばしば集い、図書館現場について喧々諤々の議論を交わし、端で聞いていた鬼頭は「すごくいい勉強になった」と語っている。